# Khohlo-Ntso Community
Khohlo-Ntso Community är en kommun (community council) i Lesotho.  Den ligger i distriktet Thaba-Tseka, i den centrala delen av landet, 100 km öster om huvudstaden Maseru.
Den består av 25 byar, varav den största, Ha Khoanyane, hade 1 151 invånare vid folkräkningen 2006.
Ett kallt stäppklimat råder i trakten. Årsmedeltemperaturen i trakten är 15 °C. Den varmaste månaden är januari, då medeltemperaturen är 22 °C, och den kallaste är juli, med 6 °C. Genomsnittlig årsnederbörd är 830 millimeter. Den regnigaste månaden är december, med i genomsnitt 145 mm nederbörd, och den torraste är juli, med 8 mm nederbörd.